# Гаврилівка (Шепетівський район)
Гаври́лівка (до 2016 року — Уля́нівка) — село в Україні, у Плужненській сільській громаді Шепетівського району Хмельницької області.

## Історія
До 2016 року село носило назву Улянівка. Постановою Верховної Ради України за № 1377-VIII від 19 травня 2016 року, було перейменовано на село Гаврилівка.

## Статистичні дані
Населення села становить 179 осіб. Площа — 0,531 км². Середня щільність населення — 337,1 осіб/км².

## Географія
Від села на південно-західній околиці знаходиться витік річки Більчинка.
Село Гаврилівка розташоване в південній частині Плужненської сільської громади, за 3,5 км на південь-південний захід від центру Плужного, на ґрунтовому автошляху: Плужне — Добрин — Шекеринці і обласному автомобільному шляху місцевого значення (О230102): Плужне — Ювківці — Білогір'я. На північній околиці села розташоване мальовниче заповідне урочище «Круглик» з однойменним ставком в центрі.
Сусідні населені пункти:

## Населення
| Роки            | 1984 | 2001 | 2010 | 2011 |
| --------------- | ---- | ---- | ---- | ---- |
| Населення, осіб | 380  | ▼179 | ▼138 | ▼131 |

## Нотатки
1. ↑  До 19 липня 2020 року село входило до складу Ізяславського району, який в результаті адміністративно-територіальної реформи в Україні 2020 року був ліквідований[2].